# Opere essoteriche (Aristotele)
Le opere essoteriche di Aristotele sono una serie di dialoghi, composti per lo più tra il 360 e il 340 a.C., nell'ambito della Scuola di Platone, destinati alla pubblicazione e conservati solo in frammenti.

## La perdita delle opere pubbliche
Come affermato di recente, 
Di fatto, le opere che Aristotele aveva scritto per il pubblico (da cui exoterikòs, che significa, in senso lato, esterno), in cui presentava in modo più retoricamente elaborato le sue teorie, si sono perse, sostituite dagli appunti delle lezioni, che dal I secolo a.C. furono più studiate e copiate, nonostante la notevole elaborazione formale profusa nei dialoghi da Aristotele, che li faceva apprezzare da un esperto stilista come Cicerone in quanto pieni di un flumen aureum orationis ("fiume dorato di stile").

## Dialoghi

### La struttura
Secondo una distinzione che ha origine con lo stesso Aristotele, appunto, i suoi scritti erano divisibili in due gruppi: "essoterici" ed "esoterici". La maggior parte degli studiosi l'ha intesa come una distinzione tra le opere che Aristotele intendeva per il pubblico (essoteriche) e le opere più tecniche destinate all'uso all'interno del Liceo (esoteriche).
Il dialogo platonico costituì certamente un precedente fondamentale per il suo allievo Aristotele che, comunque, ne cambiò forme e svolgimento. In base a quanto riporta Cicerone,

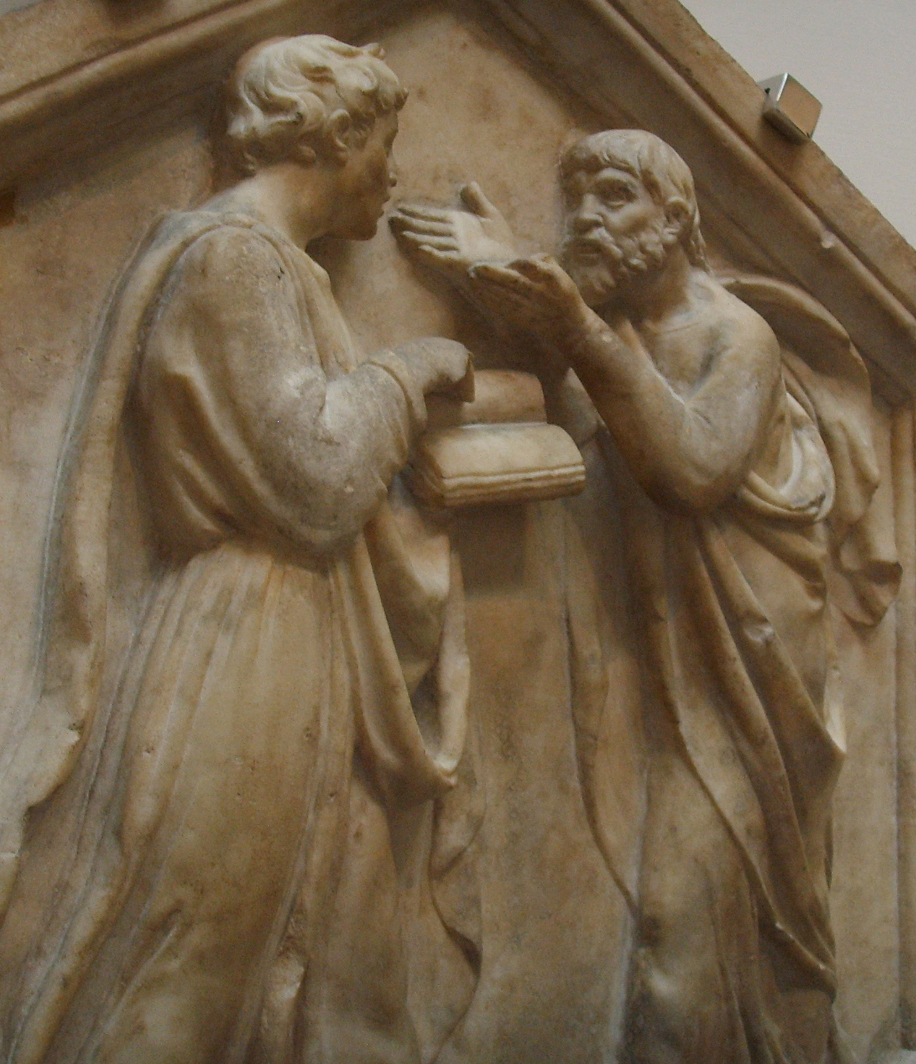
Platone e Aristotele, particolare della formella del Campanile di Giotto di Luca della Robbia, 1437-1439, Firenze

### Grillo o Sulla retorica
Intorno al 360 a.C. il giovane Aristotele scrive la sua prima opera intitolata Grillo o Sulla retorica; in reazione a una serie di scritti di elogio - composti da alcuni retori ateniesi, fra i quali Isocrate, per celebrare Grillo, figlio di Senofonte, morto nel 362 a.C. nella battaglia di Mantinea - lo Stagirita polemizzava contro la retorica come mezzo per agire sugli affetti, sulla parte irrazionale dell'anima.
Già Platone, nel Gorgia, aveva sostenuto che la retorica non era un'arte, né una scienza, ma semplicemente una εμπειρία (empeirìa), una pratica persuasiva che può avere successo solo sugli ignoranti.
Il successo del Grillo nell'Accademia procurò ad Aristotele l'incarico di tenere un corso di retorica, nel quale, seguendo il Fedro platonico, sostenne che la retorica doveva fondarsi sulla dialettica; a tal proposito, si tramanda che egli esordì nella prima lezione con la frase: «È cosa turpe tacere e lasciar parlare Isocrate».

### Eudemo o Sull'anima
L'occasione del dialogo è così riassunta da Cicerone:
Quindi nel 354 a.C., alla morte in guerra, presso Siracusa, dell'amico e compagno di studi Eudemo di Cipro, Aristotele scrisse, in forma consolatoria e non speculativa, un altro dialogo, pervenuto in frammenti, l'Eudemo o Sull'anima, nel quale, prendendo a modello il Fedone platonico, sosterrebbe la tesi dell'immortalità dell'anima razionale, come indicato nella forma pur problematica della posteriore Metafisica: «Se rimanga qualche cosa dopo l'individuo, è una questione ancora da esaminare. In alcuni casi, nulla impedisce che qualcosa rimanga: per esempio, l'anima può essere una cosa di questo genere, non tutta, ma solo la parte intellettuale; perché è forse impossibile che tutta l'anima sussista anche dopo». Per l'Aristotele maturo, l'anima non è un'idea ma una sostanza informante il corpo: nell'Eudemo è invece netta l'opposizione fra anima e corpo, sicché lo Jaeger la considerava dimostrazione dell'adesione completa del giovane Aristotele al platonismo; i sostenitori della precoce presa di distanza dello Stagirita da Platone intendono invece questa dichiarata opposizione come dipendente dall'intento consolatorio del dialogo, nel quale Aristotele avrebbe volutamente accentuato il destino ultraterreno dell'anima.
In ogni caso, i frammenti dell'Eudemo non permettono di dedurre un'adesione alle dottrine platoniche delle idee separate dagli oggetti sensibili e della conoscenza fondata sulla reminiscenza.

### Protreptico
Il Protreptico o Esortazione alla filosofia, conosciuto dalle numerose citazioni contenute nell'opera di eguale titolo di Giamblico, era dedicato a Temisone, re di una città di Cipro e dovette essere scritto intorno al 350 a.C.. Si trattava, come appunto il titolo indica, di una circostanziata esortazione alla filosofia.

### Sui poeti
Il Sui poeti era il dialogo più esteso, in tre libri. Che si trattasse di un dialogo, è provato da più elementi, a partire dalle concordi testimonianze su esso come opera dialogica; inoltre, gli studiosi oggi concordano su una datazione tarda del dialogo, posto direttamente in rapporto con la Poetica, risalente alla prima parte del secondo soggiorno ateniese di Aristotele (intorno al 330 a.C.). Tuttavia, con la differenza che, «mentre la Poetica è uno studio sull’arte poetica, il De poetis è uno studio sul poeta,prendendo in esame "che cosa i poeti siano,e che funzione abbiano nella vita pratica,e quali ne siano le diverse specie,e con quali mezzi raggiungono la perfezione"». 
Il contesto di discussione delle posizioni platoniche del X libro della Repubblica, da cui Aristotele parte, si nota in tre grandi tematiche dai frammenti del dialogo: il rifiuto della poesia stessa in genere, e della tragedia e commedia, in particolare, dal progetto della polis, la mimesi e la catarsi.
Inoltre, Aristotele si impegnava a mostrare in che cosa consiste la verità del dire poetico, non limitandosi alla sola affermazione di essa, e attento a studiare specifiche questioni e particolari circostanze dei poeti, primo tra tutti, ovviamente Omero, oltre ad Empedocle e altri minori: segno, questo, non soltanto della minuzia delle analisi nel dialogo, ma anche della sua nota erudizione.

### Altri dialoghi
Dai frammenti risulta che Aristotele avesse composto e pubblicato il Nerinto, il Sofista, Sul politico, Sulla giustizia, Sulla nobiltà, Sull'amore - che riprende tematiche proprie del genere apologetico-erotico, dalla ricerca della virtù da parte dell’amante nell’azione in cui intende mostrarsi all'amato e dalla sottolineatura del rapporto tra amore, pudore e sguardo dell’amante -, Simposio.
Riguardo a quest'ultimo, che ricorda l'omonima opera del maestro, «Se si chiedesse perché Aristotele abbia dedicato uno scritto all’esame di questo tema, non sarebbe difficile rispondere richiamando, da un lato, l’importanza del banchetto nella vita sociale delle poleis greche e in particolare di Atene, importanza che si estendeva per un ampio tratto delle loro manifestazioni e vedeva direttamente in causa aspetti di ordine politico, ritualistico-religioso, dottrinario, poetico-letterario, dall’altro la larga diffusione di scritti intorno a quel tema, a partire dal Simposio di Platone, di Senofonte e, qualche tempo dopo, di Epicuro».
Un altro dialogo interessante doveva essere Alessandro o Sulle colonie. L'occasione pare essere che Alessandro Magno avesse chiesto ad Aristotele un'opera «su come si devono realizzare le colonie»: resta, tuttavia, discusso il peso che si è ritenuto abbia dato Aristotele alle colonie come semplici realtà «fisiche», ossia come gruppi di cittadini trasferitisi in altro paese, lì avendo fondato una città. Si può supporre che lo scritto sia stato redatto tra il 330 a.C., anno della morte di Dario e della definitiva conquista della Persia e il 327 a.C., anno dell’esecuzione di Callistene in seguito al suo rifiuto della proskýnesis.

## Opere filosofiche

### Sulla filosofia
Il Sulla filosofia, pervenuto anch'esso in frammenti, era l’opera essoterica probabilmente più impegnata dal punto di vista dottrinale, scritto intorno al 355 a.C. e diviso in tre libri: nel primo Aristotele definisce filosofia la conoscenza dei principi della realtà; nel secondo critica la dottrina platonica delle idee e delle idee-numeri; nel terzo espone la sua teologia. Lo Stagirita ribadiva la non trascendenza delle idee e negava le idee-numero o numeri ideali, introdotti dal tardo Platone, dicendo che «se le idee sono un'altra specie di numero, non matematico, non potremmo averne alcuna comprensione; chi, fra noi, comprende un tipo di numero diverso?».

### Sulle Idee
Scritto poco dopo il Grillo, il trattato Sulle Idee è andato perduto tranne pochi frammenti, trasmessi da Alessandro d'Afrodisia. Vi si affrontava la difficoltà di intendere il rapporto tra idee e cose, concepito da Platone come partecipazione delle cose alle idee, che da esse sono tuttavia separate.
Eudosso sosteneva che tra le idee e le cose non ci fosse né separazione, né partecipazione, bensì mixis, mescolanza: le idee e le cose sono mescolate tra loro. Aristotele non accetta la teoria eudossiana, che non risolve il problema, ma critica anche la teoria platonica della separazione, delle cui aporie lo stesso Platone era del resto ben consapevole, come mostra il suo dialogo Parmenide. Per Aristotele il principio di tutte le cose non risiede nelle idee trascendenti, ma nelle loro "forme" immanenti.

### Sul Bene[25]
Nel tentativo di superare un'altra difficoltà contenuta nella teoria delle idee, le quali, essendo molteplici, hanno bisogno secondo Platone di essere giustificate da un principio unitario, Platone introdusse i principi dell'Uno (identificato con il Bene) e della Diade (il grande e il piccolo); il primo ha la funzione di principio formale e il secondo ha la funzione di principio materiale.

È probabile che le conclusioni del trattato aristotelico Sul Bene, scritto intorno al 358 a.C. e del quale rimangono pochi frammenti, fossero quelle esposte nella matura Metafisica: 
Altre opere di carattere filosofico-dossografico, non dialogiche, erano Sui pitagorici, in cui lo Stagirita affrontava i diversi racconti legati all'aneddotica su Pitagora, sui "simboli" pitagorici, sulla numerologia e sugli aspetti della fisica; uno scritto in tre libri Sulla filosofia del trattato di Archita; Su Democrito.

## Opere erudite
Caratteristica di Aristotele "pubblico" fu anche la sua attenzione alla raccolta di materiali su cui in seguito condurre riflessioni di tipo astratto-comparativo. In tal senso, egli raccolse materiali di tipo politico in vista delle lezioni confluite nella Politica, con 158 Costituzioni da tutto il Mediterraneo (di cui ci resta intera solo quella di Atene su un papiro); ancora, probabilmente in vista delle riflessioni della Poetica raccolse dati di tipo drammaturgico nelle Didascalie. 
Anche di queste opere ci restano solo frammenti, quantunque soprattutto le Costituzioni abbiano lasciato ampie tracce per la mole di notizie storico-antiquarie notevolmente utilizzate da eruditi quali Plutarco, Ateneo, Eliano.